# Майшукирський сільський округ
Майшуки́рський сільський округ (каз. Майшұқыр ауылдық округі, рос. Майшукырский сельский округ) — адміністративна одиниця у складі Коргалжинського району Акмолинської області Казахстану. Адміністративний центр — село Майшукур.
Населення — 225 осіб (2021; 273 у 2009, 588 у 1999, 1605 у 1989).
Станом на 1989 рік існувала Комунарська сільська рада (села Кумгуль, Майшукур). До 2019 року округ називався Комунарським.

## Склад
До складу округу входять такі населені пункти:
| Населений пункт | Населення, осіб (1989) | Населення, осіб (1999) | Населення, осіб (2009) | Населення, осіб (2021) |
| --------------- | ---------------------- | ---------------------- | ---------------------- | ---------------------- |
| Кумколь, село   | 341                    | 127                    | 64                     | 25                     |
| Майшукур, село  | 1264                   | 461                    | 209                    | 200                    |